# Feketeszakáll
Feketeszakáll, avagy Edward Teach (említik Tache-ként vagy Thatchként is; 1680 körül – 1718. november 22.), angol kalóz, akinek nevét a Karib-térségben és az Atlanti-óceán nyugati részén rettegték.
Fiatal koráról keveset tudni, valószínűleg az angliai Bristolban született. „Anna királynő háborúja” idején egy államilag engedélyezett, kalózlevéllel rendelkező rablóhajón, privateeren szolgálhatott tengerészként, mielőtt letelepedett volna a karibi New Providence szigetén. A sziget Benjamin Hornigold kalózkapitány székhelye volt, akinek legénységéhez Teach 1716 körül csatlakozhatott. Hornigold egy általa elfoglalt szlúp parancsnokává tette, és sokáig együtt portyáztak, immár független tengeri rablókként. Kicsivel később flottájukat még két hajóval tudták bővíteni, melyek közül az egyik kapitánya Stede Bonnet volt. Hornigold 1717-ben felhagyott a kalózkodással, és magával vitt két hajót is.
Teach ezek után elfoglalt egy francia kereskedőhajót, átkeresztelte Anna királynő bosszújára, és 40 ágyúval szerelte fel. Ekkor vált hírhedt kalózzá, gúnynevét sűrű fekete szakálláról és félelmetes megjelenéséről kapta; egyes feljegyzések szerint égő kanócok lógtak kalapja alól, hogy ezzel rémítse meg ellenségeit. Több tengeri rablóval szövetkezve blokád alá vonta a dél-karolinai Charleston kikötőjét. Miután sikeresen megsarcolta a lakosokat, zászlóshajója zátonyra futott egy homokdűnén az észak-karolinai Beaufort közelében. Ekkor Bonnet és Feketeszakáll útjai szétváltak, és a kalózvezér letelepedett Bath Townban. Itt királyi kegyelmet kapott, ám rövid időn belül ismét a tengereket járta, és magára vonta Virginia kormányzója, Alexander Spotswood figyelmét. Spotswood katonákból és tengerészekből álló legénységet toborzott, akik 1718. november 22-én csapdába csalták Feketeszakállt. A Robert Maynard főhadnagy által vezetett katonák és a Feketeszakáll irányítása alatt harcoló kalózok között lezajló kegyetlen csata során Teach és legénységének nagy része életét vesztette.
Teach, a ravasz és számító kalózvezér, céljai eléréséhez inkább támaszkodott félelmetes megjelenésére, mint az erőszakra. A manapság róla elterjedt képpel – miszerint egy hagyományosan zsarnok kalóz lett volna – ellentétben hajóit mindig legénysége beleegyezésével irányította, és nem ismert olyan feljegyzés sem, hogy bántotta vagy megölte volna az általa fogvatartottakat. Halála után alakját romantizálták, számos kalóztémájú mű ihletője lett.

## Élete

### Fiatalkora
Feketeszakáll fiatalkoráról keveset tudni. Úgy vélik, hogy halálakor 35–40 éves lehetett, így 1680 körül születhetett. A korabeli feljegyzések több néven is említik, mint például Feketeszakáll, Edward Thatch vagy Edward Teach, manapság leggyakrabban ez utóbbit használják. Vezetékneve számos formában fennmaradt: Thatch, Thach, Thache, Thack, Tack, Thatche és Theach. Egy forrás azt állítja, hogy a családneve Drummond volt, de egyéb, ugyanezt állító dokumentum hiányában ez valószínűtlen. Abban az időben a kalózok gyakran használtak álnevet, hogy a családjuk becsületén ne essen folt, ezért nagy az esélye annak, hogy Feketeszakáll valódi nevére soha nem fog fény derülni.
Britannia amerikai kolóniáinak felemelkedése a 17. században és az Atlanti-óceánon folyó rabszolga-kereskedelem 18. századi gyors elterjedése okán Bristol jelentős nemzetközi tengeri kikötővé fejlődött, Anglia második legnagyobb városa lett. Teach feltehetően itt nőtt fel, nagy valószínűséggel írni és olvasni is megtanult. Majdnem bizonyos, hogy kereskedőkkel is kapcsolatban állt, halálakor pedig egy levelet találtak nála, amit Tobias Knight, Karolina tartomány felsőbb bíróságának elnöke írt neki. Robert Lee író ebből arra következtet, hogy Teach egy tekintélyes, gazdag család sarja lehetett. A Karib-tengerre a 17. század utolsó éveiben érkezhetett egy kereskedőhajó fedélzetén (feltehetőleg egy rabszolgaszállítón). A 18. századi szerző, Charles Johnson szerint Teach „Anna királynő háborúja(en)” alatt egy ideig privateerhajókon tengerészként dolgozott. A privateerhajók olyan hajók voltak, amelyek gyakorlatilag hivatalosan kalózkodhattak. Ezt egy adott nemzet által adományozott kalózlevél (letter of marque) bizonyította, ami feljogosította a privateerek legénységét az ellenséges hajók megtámadására és kifosztására. Ez idő alatt Teach „gyakran dicsekedett szokatlan merészségével és bátorságával”. Azt azonban nem tudni, hogy pontosan mikor lépett be a háborúba.

### New Providence
A gyarmatosítás, valamint az itt folyó kereskedelem és kalózkodás miatt a Karib-térség számos 17. és 18. századi tengeri incidens színhelyévé vált. A privateerből lett kalóz, Henry Jennings és követői az 1700-as évek elején elhatározták, hogy az akkor még lakatlan New Providence szigetét választják portyáik kiindulópontjának. A sziget közel volt a floridai tengerszoroshoz és annak forgalmas útvonalaihoz, ahol az Európába tartó és onnan érkező hajók elhaladtak. New Providence kikötője több száz hajó fogadására is képes volt, ám a Brit Királyi Haditengerészet nagyobb hadihajóinak megfelelő kormányzásához már túl sekély volt. A sziget akkoriban George Woodbury író jellemzése szerint „nem otthonok városa, hanem az ideiglenes tartózkodás helye volt (…). Az egyedüli állandó lakók a kalózok, kereskedők és sleppek voltak; mindenki más csak átutazó vendég volt”. A törvény és a rend ismeretlen fogalmak voltak New Providence-ben, ahol a kalózok így nyugalmat leltek.
Teach is a szigeten telepedett le. Valószínűleg nem sokkal az utrechti béke megkötése után költözött el Jamaicáról, és mint a legtöbb privateerhajón szolgáló matróz, kalózkodásra adta fejét. 1716 körül csatlakozhatott Benjamin Hornigold kapitányhoz, aki szintén New Providence biztonságos vizeiről indította támadásait. 1716-ban Hornigold egy általa elfoglalt szlúp irányítását bízta Teach-re. 1717 elején, mindketten egy-egy szlúp parancsnokaként, a kontinens felé vették az irányt. Havanna közelében egy 120 hordó lisztet szállító hajót foglaltak el, nem sokkal ezután pedig Bermuda mellett egy 100 hordó bort szállító szlúpot. Néhány nappal később egy Madeirából a dél-karolinai Charlestonba tartó hajó felett vették át az irányítást. Ekkor Teach és kormányosa, William Howard feltehetően nehezen tudta már fegyelmezni a legénységet. A kalózok megkedvelhették a madeirai bor ízét, szeptember 29-én ugyanis a Charles-öböl közelében a virginiai Betty nevű hajóról csak a bort vitték el, mielőtt elsüllyesztették volna, többi rakományával együtt.
Teach Hornigolddal hajózott, amikor az első ismert feljegyzés megszületett róla, mint szabad akaratából lett kalózról, aki sok embernek parancsol. Matthew Munthe kapitány egy észak-karolinai kalózellenes őrjárata során írta azt, hogy egy „hatágyús szlúpja [sic!] és hetvenfős legénysége” volt. 1717 szeptemberében Teach és Hornigold találkozott Stede Bonnettel, aki egy gazdag családból származó földtulajdonos és katonatiszt volt, és aki korábban, de még ugyanabban az évben lett kalóz. Körülbelüli hetvenfős legénysége elégedetlen volt vele mint kapitánnyal, így Teach Bonnet beleegyezésével átvette annak Revenge nevű hajójának irányítását. A kalózok flottája így már három hajóból állt: a Revenge, melynek Teach lett kapitánya, a korábban általa irányított szlúp és Hornigold Rangere. Októberre a kisebb hajóraj egy negyedik taggal bővült. 1717. október 22-én két szlúpot is kifosztottak: a philadelphiai Robertet és a dublini Good Intentet.
Mint a britek oldalán harcoló privateer, Hornigold csak korábbi ellenségeit támadta meg. A legénység azonban egy idő után megelégelte az orruk előtt békésen és sértetlenül elhaladó, értékes rakománnyal megpakolt brit hajók látványát, és 1717 vége felé lefokozták kapitányukat. Azt, hogy Teach mindebben milyen szerepet játszott, nem tudni, mindenesetre ezt követően Harnigold gyorsan visszavonult a kalózkodástól. Magával vitte a Rangert és egy másik szlúpot, meghagyva Teach-nek a Revenge-et és a negyedik szlúpot. Ezek után a két kapitány már sohasem találkozott. Harnigold több New Providence-i lakoshoz hasonlóan Woodes Rogerstől királyi kegyelmet kapott 1718 júniusában.

### Teach mint Feketeszakáll

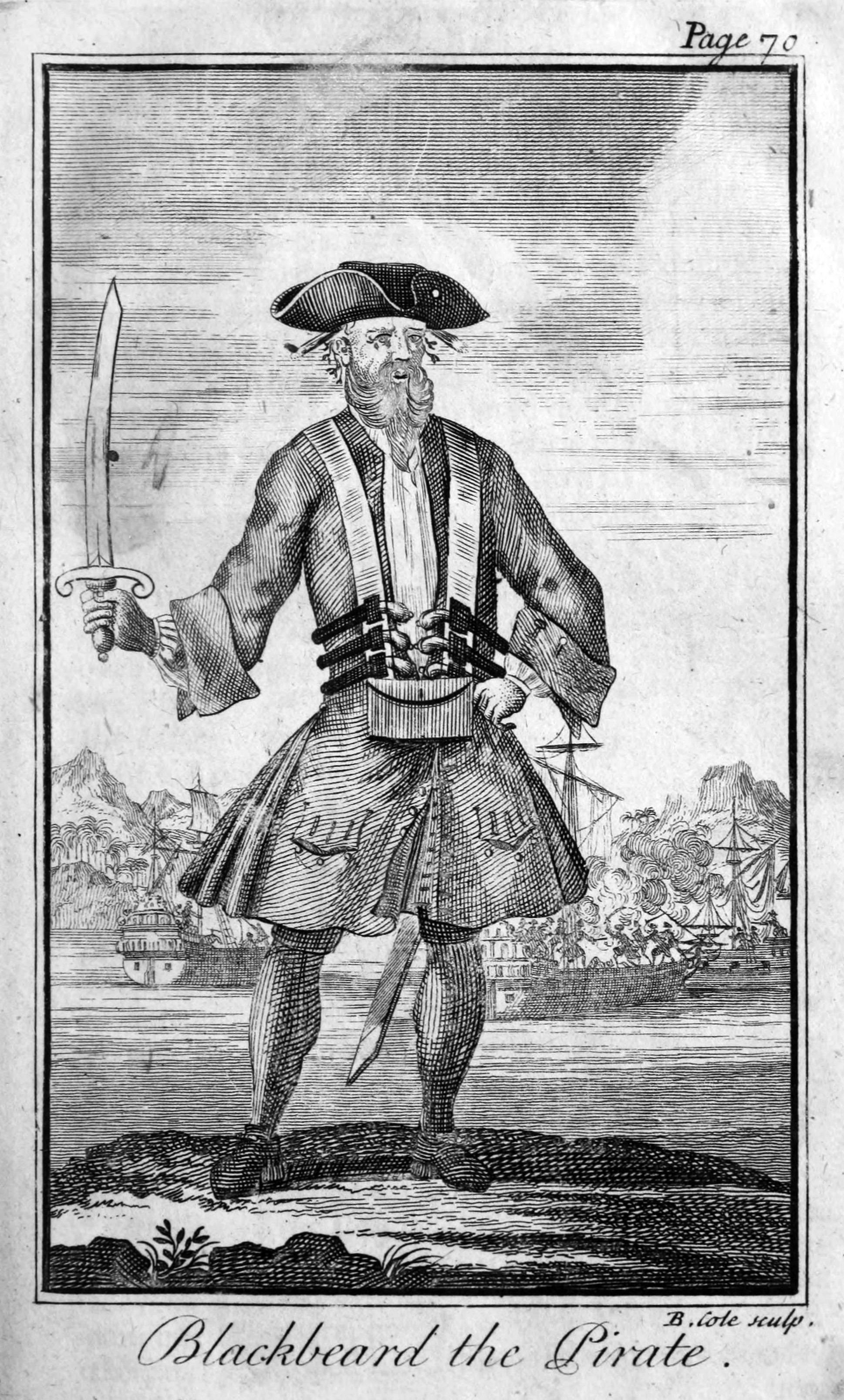
Feketeszakáll Benjamin Cole rajzán. A kép Charles Johnson A legnevezetesebb kalózok rablásainak és gyilkosságainak históriája című munkájának második kiadását díszítette.

1717. november 28-án Teach két szlúpjával megtámadott egy francia kereskedőhajót Saint Vincent partjai mentén. A kalózok sortüzet adtak le az ágyúkból, megtizedelve a franciákat, és arra kényszerítve ezzel az ellenséges kapitányt, hogy megadja magát. Az elfoglalt vitorlás, a La Concorde, Saint-Malóból rabszolgákat szállított a Karib-térségbe. Az irányítás átvétele után Teach és emberei a hajót a sziget mentén dél felé vezették, egészen Bequiáig, ahol kitették a legénység életben maradt tagjait és a rakományt, majd saját céljaiknak megfelelően átalakították a vitorlást. A franciák megkapták a kalózvezér kisebb szlúpját, amit átkereszteltek Mauvaise Rencontre-ra (Rossz találkozás). Ezután Martinique felé vették az irányt. A rabszolgák közül néhány talán csatlakozott Teach legénységéhez, de akik a szárazföldön maradtak, a hamarosan visszatérő Mauvaise Rencontre embereinek fogságába estek.
Teach azonnal átnevezte a La Concorde-ot Anna királynő bosszújára és negyven ágyúval szerelte fel. November végén Saint Vincent közelében megtámadta a Great Allent. A hatalmas, jól felfegyverzett kereskedőhajót egy hosszú összecsapást követően végül sikerült megadásra kényszerítenie. A parthoz közel irányította, kitette a legénységét, kiüríttette a rakományt, majd fölgyújtotta és elsüllyesztette. Az eseményről még a Boston News Letter hasábjain is írtak, ahol Teachről azt állították, hogy egy „harminckét ágyús francia hajó, egy tízágyús brigantin és egy tizenkét ágyús szlúp” kapitánya volt. Azt, hogy a kétárbócos vitorlást, a brigantint, mikor és hol szerezte Teach, nem tudni, de annyi bizonyos, hogy ekkor már három hajóján összesen legalább 150 fős legénysége volt.
1717. december 5-én Anguilla közelében Teach megtámadta a Margaret nevű szlúpot. A kereskedőhajó kapitányát, Henry Bostockot és legénységét nagyjából nyolc órán keresztül tartotta fogva, arra kényszerítve őket, hogy nézzék végig, ahogy kifosztják hajójukat. Ezek után a kalózok visszaengedték őket a Margaret fedélzetére, és hagyták, hogy szabadon távozzanak. Bostock visszatért Saint Kittsbe, és jelentette a támadást Walter Hamilton kormányzónak, aki eskü alatt tett tanúvallomást kért tőle. Bostock beszámolt arról, hogy Teach egy két hajóból álló flotta kapitánya, egy szlúpé és egy francia rabszolgaszállítóé, amely holland építésű, 36 ágyúval van felszerelve és 300 fős legénysége van. A kapitány úgy vélte, hogy a nagyobb vitorláson értékes aranypénzeket, ezüst lemezeket és „egy igen pompás kelyhet” szállítanak, amit feltehetően a Great Allen kapitányától szereztek. Teach legénysége nem félt Bostock orrára kötni, hogy korábban már számos vitorlást megsemmisítettek, és a következő tervük Hispaniolába hajózni, ahol megvárják, amíg megérkezik a spanyol armada, feltehetően pénzzel megrakva, amit a helyőrség kifizetésére szánnak. Bostock azt is bevallotta, hogy Teach kikérdezte őt a helyi hajók mozgásáról, de nem tűnt meglepettnek, amikor azt mondta, hogy Londonból várhatóan minden kalóz királyi kegyelmet fog kapni.
Így hát hősünk, Teach kapitány, Feketeszakáll gúnynevét hatalmas mennyiségű hajáról kapta, ami, mint egy félelmetes Meteor, betakarta egész arcát, és jobban rettegett tőle Amerika, mint bármely más addig látott üstököstől. Ez a szakáll fekete volt, melyet viselője túl hosszúra engedett megnőni, széltében a szeméig hagyta feljönni, és rászokott, hogy szalagokkal fogja össze, kis lófarkakban, mint a mi Ramilies Wiggsünk, amiket a füle mögé hajtott.

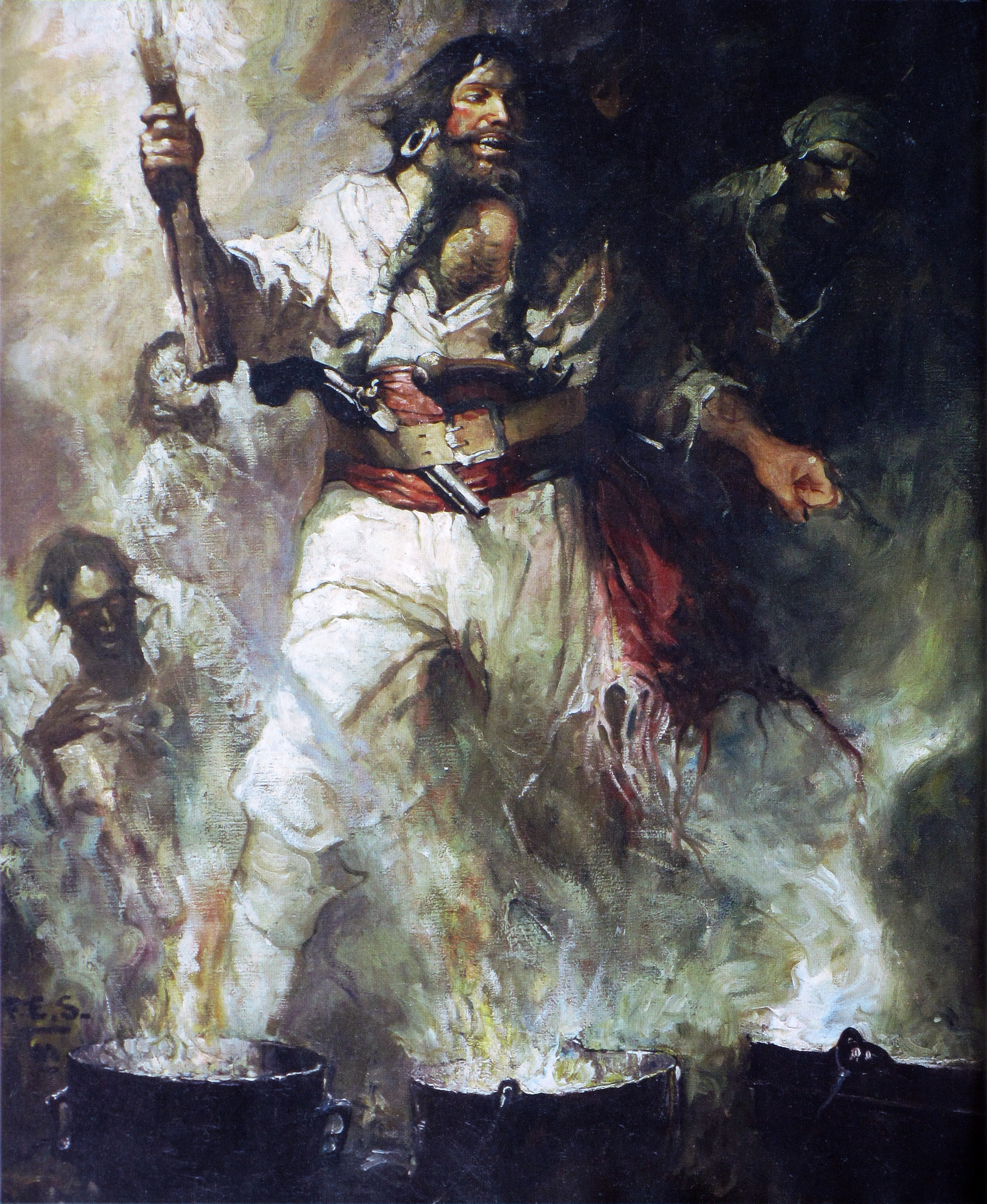
Blackbeard in Smoke and Flames, Frank Schoonover, 1922

Bostock vallomása szerint Teach „magas, szikár alak, igen fekete szakállal, amit hagyott jó hosszúra megnőni”. Ez volt az első leírás a kalózvezér külsejéről és a Feketeszakáll gúnynév ihletője is. Későbbi szövegek megemlítik, hogy sűrű szakállát copfokba fonta, olykor belekötve néhány apró, színes szalagot. Johnson úgy jellemezte külsejét, hogy „még a pokolból feltörő düh sem elég félelmetes képzelgés hozzá képest”. Azt nem tudni, hogy Johnson igazat írt-e vagy kissé kiszínezte a valóságot, de az egyértelmű, hogy Teach megértette megjelenésének értékességét, és próbálta azt minél kevésbé a szájhagyományokra építeni. Magas volt, széles vállakkal. Térdig érő csizmát és sötét ruhákat hordott, fejére széles kalapot húzott, néha kiegészítve öltözékét egy élénk színű, hosszú selyem- vagy bársonykabáttal. Johnson szerint csatákban vállszíjat is magára vetett, „három pár pisztollyal, amelyek a fegyverszíjra erősített pisztolytokban voltak, kalapja alá pedig égő gyufákat tűzött”. Lee leírásában ezek a gyufák „ceruza vastagságú, kenderkötélből font kanócok, salétrom és citromos víz oldatába mártva”. Ennek célja az lehetett, hogy kiemelje ijesztő külsejét. Kegyetlen jellemét, hogy megölte vagy megkínozta volna azokat, akiket foglyul ejtett, egyetlen hiteles forrás sem támasztja alá. Teach valószínűleg több álnevet is használt. November 30-án a Monserrat Merchant két hajóval találkozott, az egyik hajó kapitánya Kentish, a másiké pedig Edwards volt (utóbbi Stede Bonnet ismert álneve).

#### Feketeszakáll flottájának bővülése

Teach zászlaja egy szívet átdöfő csontvázat ábrázolt. Arra, hogy a jobb kezében mit tart, két változat is létezik: az egyik szerint homokórát, a kalózok népszerű jelképét, ami az idő rövidségére és a halál közeledtére utal, a másik elmélet szerint azonban egy poharat, amivel az ördöggel koccint. Egy ilyen zászló felhúzásának célja az ellenség megfélemlítése volt.

Arról, hogy Teach mit csinált 1717 vége és 1718 eleje között, nem tudni. Valószínűleg ő és Bonnet tehetőek felelőssé egy Sint Eustatiushoz közeli támadásért még 1717 decemberében. Henry Bostock ugyan azt állította, hogy a kalózok a spanyolok irányítása alatt álló hispaniolai Samaná-öbölbe készültek, de egy felületes kutatás során itt nem találtak kalózok jelenlétére utaló nyomokat. A HMS Scarborough kapitánya, Hume, jelezte február 6-án, hogy „egy 36 ágyús és 250 fős legénységű és egy 10 ágyús és 100 fős legénységű kalózhajót láttak a Leeward-szigetek között cirkálni”. Hume muskétásokkal erősítette meg legénységét és csatlakozott a HMS Seaford-hoz, hogy kövessék a két vitorlást, de nem leltek nyomukra. A keresés során azonban azt találták, hogy a kalózhajók elsüllyesztettek egy francia vitorlást Saint Kitts közelében, és hogy utoljára „Hispaniola északi partja mentén” látták őket. Semmi nem bizonyítja, hogy az ismeretlen két hajót Teach és Bonnet irányította volna, Angus Konstam író azonban meg van róla győződve.
1718 márciusában a kalózok Belize keleti részén egy jamaicai szlúpra, az Adventure-re lettek figyelmesek, ahogy az a kikötő felé igyekszik. Útját állták, és felajánlották David Harriot kapitánynak, hogy csatlakozzon hozzájuk. Harriot és legénysége elfogadta az ajánlatot, így Teach átküldte embereit az Adventure irányításához. Ezek után a Honduras-öböl felé hajóztak, ahol egy másik vitorlással és négy szlúppal bővítették flottájukat. Április 9-én kifosztották és elsüllyesztették a Protestant Caesart, majd Nagy-Kajmán szigete felé vették az irányt, ahol „teknősvadászok aprócska csónakját” rabolták ki. Innen feltehetően Havanna felé mentek, ahol egy kis spanyol hajót foglalhattak el, amely épp akkor hagyta el a kubai kikötőt. A legénységet Florida nyugati partjainál, egy még 1715-ben elsüllyedt spanyol flotta roncsainál kitették, és Charleston felé vették az irányt. Az út során három hajót is megtámadtak.

#### Charleston blokádja

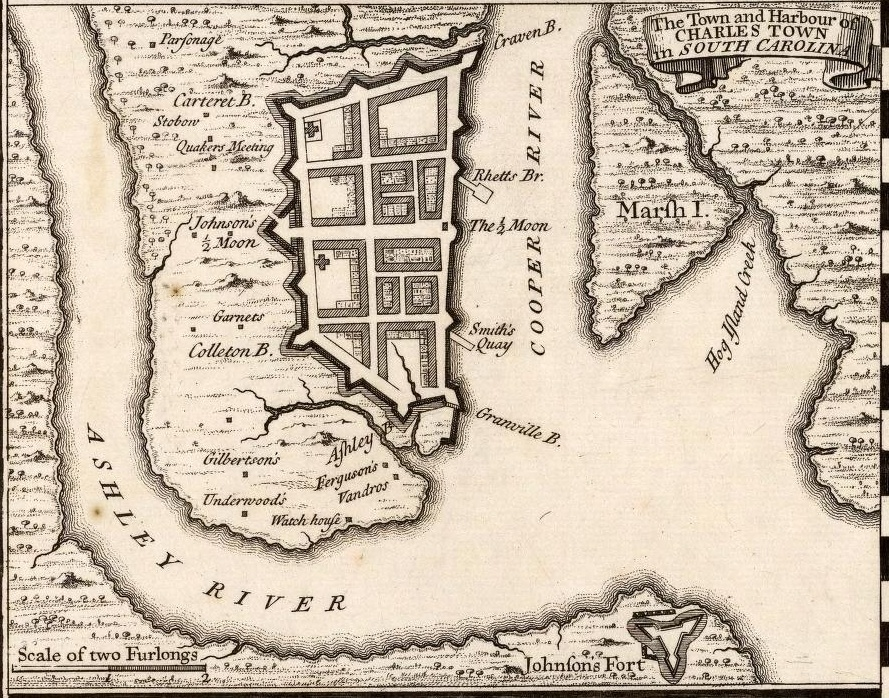
Térkép Charlestonról, 1733

1718 májusára Teach parancsnokká léptette elő magát. Ez az időszak volt pályafutása tetőpontja. A hónap végén flottájával blokád alá vonta a dél-karolinai Charleston (akkor még Charles Town) kikötőjét. Minden, a kikötőből induló vagy oda érkező hajót megállítottak, és mivel a városnak nem volt őrhajója, az első elfogott hajó a révhajó lett. A következő öt–hat napban nagyjából kilenc hajót tartottak fel Charleston mellett. Az egyik ilyen vitorlás, az éppen Londonba tartó Crowley fedélzetén utazott néhány fontosabb charlestoni személy, többek között Samuel Wragg, Karolina tartomány tanácsának tagja. Az utasokat kikérdezték a még kikötőben rostokoló vitorlásokról, majd fél napra a hajófenékbe zárták őket. Teach értesítette a foglyokat, hogy flottája egészségügyi ellátmányt követel Dél-Karolina kormányzójától, és ha nem teljesítik kérését, a rabokat megölik, fejüket elküldik a kormányzónak, és az elfogott hajókat egytől-egyig felégetik.
Wragg és Teach alkut kötött, aminek következményeként egy Mr. Marks nevű ember és két kalóz két napot kapott, hogy beszerezzék a szükséges orvosságokat. Teach a szárazföldtől 5–6 mérföldnyire irányította flottáját és az elfoglalt hajókat. Három nappal később egy küldönc érkezett Feketeszakállhoz azzal az üzenettel, hogy Marks csónakja a part felé menet felborult és így késve érkezett Charlestonba. Teach ezért még két nap haladékot adott nekik, de a csoport még ekkorra sem érkezett meg. A kalózvezér erre összeült a legénységével és nyolc hajót a kikötőbe küldött, pánikot keltve ezzel a városban. Amikor Marks végül megérkezett a flottához, elmagyarázta késésük okát. Érkezésekor a kormányzó elé járult a kalózok követeléseivel. A gyógyszereket gyorsan összegyűjtötték, ám két kísérője eltűnt, és csak nagy nehezen kerültek elő; épp a barátaikkal való ivászattal voltak elfoglalva, és amikor megtalálták őket, még mindig részegek voltak.
Teach betartotta a megállapodás rá eső részét, és elengedte mind a hajókat, mind pedig a foglyokat – igaz, utóbbiakat értékeiktől és cifra ruháiktól megfosztva.

#### Elválás Stede Bonnettől

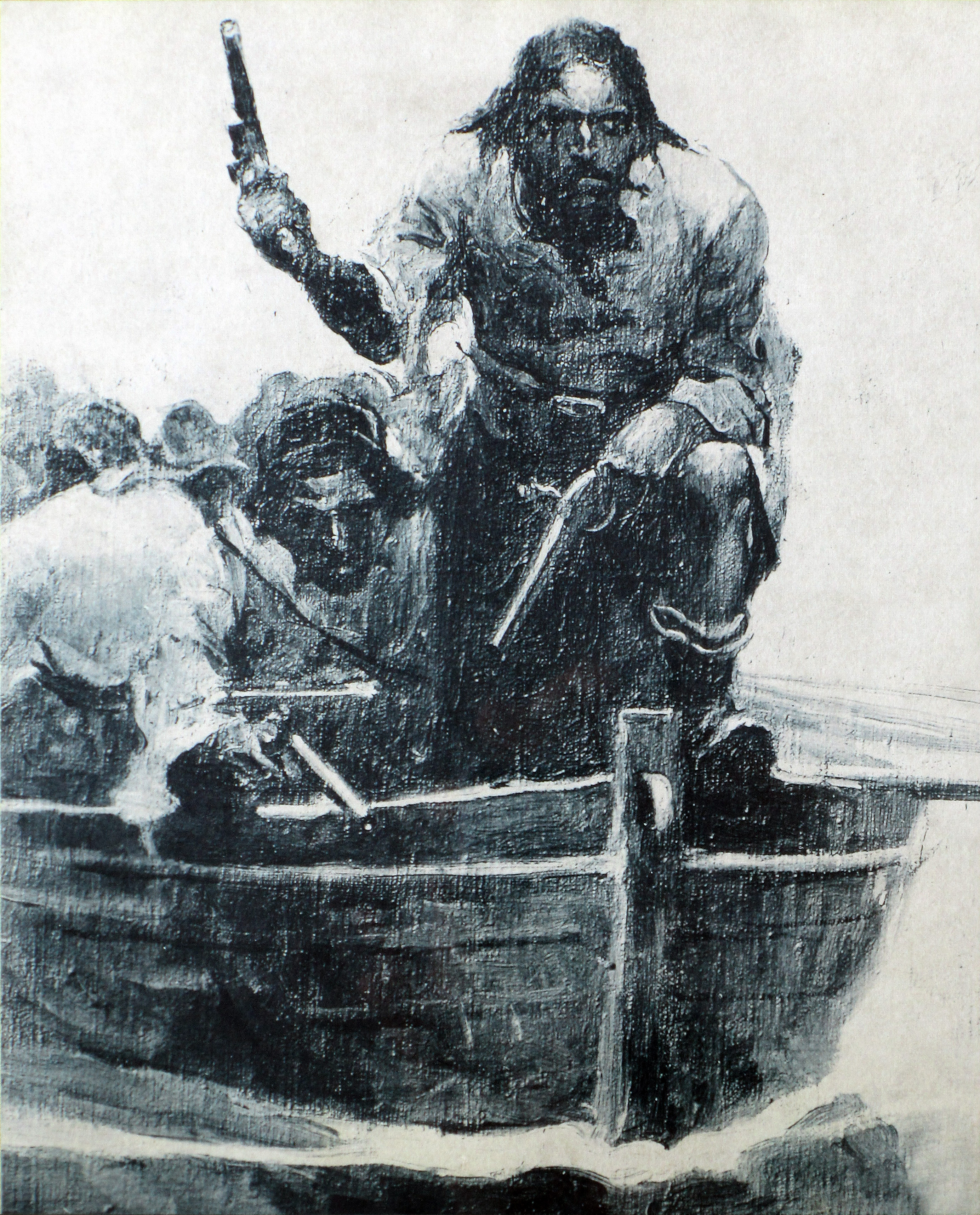
Blackbeard Approaching, Frank Schoonover, 1922

Charlestonban Teach tudomására jutott, hogy Woodes Rogers egy hadihajókból álló flotta élén elhagyta Angliát azzal a paranccsal, hogy tisztítsa meg a Karib-térséget a kalózoktól. Teach Amerika mentén észak felé hajózott egészen a Topsail-öbölig (Beaufort-öbölként is ismert), Észak-Karolina partjainál. Ott hajóikat az oldalukra akarták fordítani, hogy lekaparják a hajótesteket, de az Anna királynő bosszúja zátonyra futott. A balesetben eltört a főárbóca, és a hajógerendázat is súlyosan megsérült. Teach megparancsolta több szlúpnak is, hogy dobjanak át köteleket a zászlóshajónak, hogy kiszabadíthassák. Az Israel Hands irányítása alatt álló Adventure eközben szintén megfeneklett, és mindkét vitorlás, látszólag javíthatatlanul megsérült. Így a flottában két hajó maradt, a Revenge és egy még régebben elfoglalt spanyol szlúp.
Teach korábban tudomást szerzett egy királyi kegyelem ajánlatáról, és beismerte Bonnetnek, hogy élni szeretne vele. A kegyelem minden olyan kalózra vonatkozott, aki 1718. szeptember 5-ig megadja magát, de tartalmazott egy olyan kikötést, hogy a bűnbocsánat csak a január 5. előtt elkövetett törvénysértésekre vonatkozik. Ez a megszorítás azzal fenyegette Teachet és Bonnetet, hogy felakasztják őket a Charlestonban történtek miatt. A legtöbb hatóság ezt üdvözölte is volna. Teach úgy gondolta, hogy Charles Eden kormányzóban megbízhat, de hogy erről megbizonyosodjon, megvárta, hogy egy másik kapitánnyal mi történik. Bonnet azonnal el is indult egy apró vitorláson Bath Townba, ahol megadta magát Eden kormányzónak, és akitől megkapta a kegyelmet. Ezután visszatért a Beaufort-öbölbe, hogy ott átszállva a Revenge-re, összegyűjtve legénysége megmaradt tagjait, Saint Thomas szigetén engedélyt kapjon, hogy mint privateer, a spanyolok hajóit fosztogathassa. Teach azonban elvitt a Revenge fedélzetéről minden értékes holmit, az élelmiszer-készleteit, legénységét pedig partra tette egy lakatlan szigeten. Bonnet bosszút esküdött, de soha nem bukkant Feketeszakáll nyomára. Embereivel ismét kalózkodásra adta a fejét, és 1718. szeptember 27-én a Cape Fear River torkolatánál egy vesztes csata során elfogták, és négyük kivételével mindenkit felakasztottak Charlestonban.
Robert Lee író úgy véli, hogy Teach és Hands szándékosan süllyesztették el a két hajót, hogy így csökkentve a legénység létszámát, több jusson nekik a zsákmányból. Bonnet és elfogott embereinek tárgyalásán a Revenge fedélzetmestere, Ignatius Pell, azt vallotta, hogy „a hajó megfeneklett és odaveszett, amit Thatch [Teach] szándékosan tervezett el”. Lee elképzelhetőnek tartja, hogy Teach becsapta Bonnetet azzal az ötletével, hogy elfogadja Eden kormányzó kegyelmét. Azt javasolta, hogy Bonnet is cselekedjen így, és mivel a küszöbön állt a négyes szövetség háborúja, jelentkezzen privateernek Anglia oldalán. Lee szerint Teach még a Revenge visszaadását is felajánlotta Bonnetnek. Konstam hasonló ötlettel állt elő, miszerint Teach számára az Anna királynő bosszúja egyre inkább teherré vált; amíg egy kalózflotta horgonyt vetett, a hír bejárta a környékbeli városokat és kolóniákat, és így elővigyázatosságból bármilyen, a közelben tartózkodó hajó lassabban haladt. Így Teach részéről meggondoltságra vall, hogy nem rostokolt túl sokáig egy helyben, bár elég szélsőséges lépés volt a hajó elsüllyesztése.

#### Kegyelem

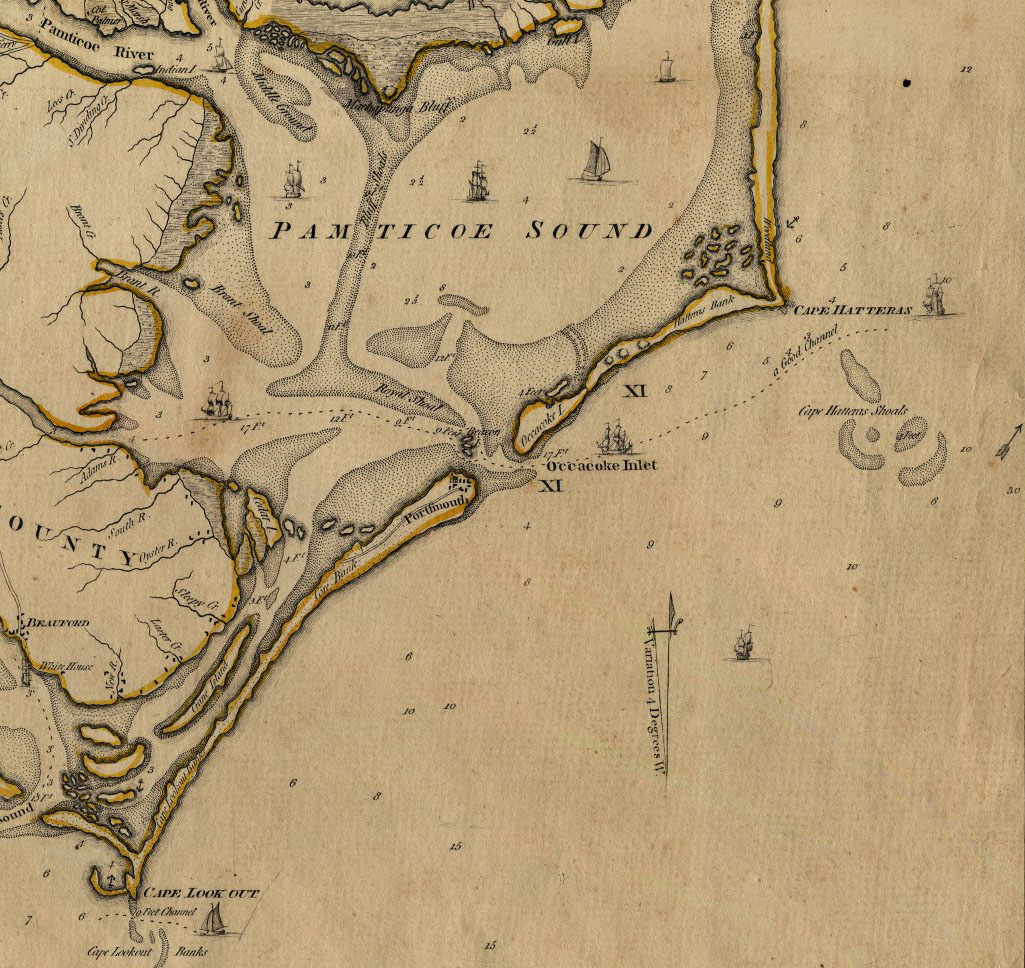
Térkép az Ocracoke-öbölről és környékéről, 1775

Mielőtt északnak hajózott volna a megmaradt szlúpján az Ocracoke-öbölbe, Teach partra tett körülbelül 25 embert legénységéből egy apró homokos szigeten, nagyjából egy mérföldnyire a kontinenstől. Valószínűsíthetően ezzel próbálta elnyomni a terve elleni tiltakozásokat. Bonnet két nappal később megmentette a hátrahagyott kalózokat. Teach folytatta útját Bath felé, ahol 1718 júniusában – napokkal azután, hogy Bonnet kegyelmével a kezében horgonyt szedett – ő és maroknyira apadt legénysége Eden kormányzótól megkapta a kegyelmet.
Teach Bathban telepedett le Eden otthonától nem messze, Plum Pointnál, a Bath-öböl keleti oldalán. Júliusban és augusztusban a városban található főhadiszállása és az Ocracoke-nál horgonyzó szlúpja között ingázott. Johnson beszámolója alapján feleségül vette egy helyi ültetvény-tulajdonos lányát, igaz, ennek bizonyítására semmilyen más forrás nem áll rendelkezésre. Eden engedélyt adott Teachnek, hogy hajózzon St. Thomasra, hogy ott privateeri megbízást kapjon. Ez akkoriban bevett szokás volt, hogy a kisebb települések így szabaduljanak meg az unatkozó és bajkeverő kalózoktól. Hivatalosan is neki adták a flottájából egyetlen megmaradt szlúpot, amit ő Adventure-re nevezett át. Augusztus végére visszatért a kalózkodáshoz. Még ebben a hónapban Pennsylvania kormányzója végzést bocsátott ki letartóztatásáról, de ekkorra Teach már feltehetően kissé távolabb, a Delaware-öbölben járt. Két, a Karib-tengert elhagyni készülő francia szlúpot is elfoglalt, a két hajó legénységének meghagyta az egyik vitorlást, ő maga pedig a másikkal visszatért Ocracoke-ba. Szeptemberben azt állította Edennek, hogy magára hagyva talált rá a szlúpra a tengeren. Gyorsan összehívták az Altengernagy Bíróságát (Vice Admirality Court), melynek elnöke Tobias Knight és a vámszedők lettek. A hajót gazdátlanná nyilvánították, amit a tengeren találtak, és rakományából 20 hordó cukrot Knightnak, 60 hordót Edennek ítéltek, a maradék rakomány pedig Teaché és embereié lett.
Az Ocracoke-öböl lett Teach kedvenc horgonyzóhelye. Innen tökéletesen szemmel tudta tartani a Karolina északkeleti részén fekvő városok között zajló forgalmat, és Teach innen látta meg egy másik angol kalóz, Charles Vane közeledtét is. Sok-sok hónappal korábban Vane visszautasította a Woodes Rogers által hozott kegyelmet, és megszökött a hadihajóról, melyen az angol kapitány magával vitte Nassauba 1718. július 26-án. Benjamin Hornigold, Teach korábbi kapitánya, aki ekkorra már kalózok kézre kerítésével foglalkozott, szintén Vane nyomában volt. Teach és Vane több éjszakán keresztül mulatozott az Ocracoke-sziget déli csücskében, olyan hírhedt alakokkal, mint Israel Hands, Robert Deal és Calico Jack.

#### Alexander Spotswood

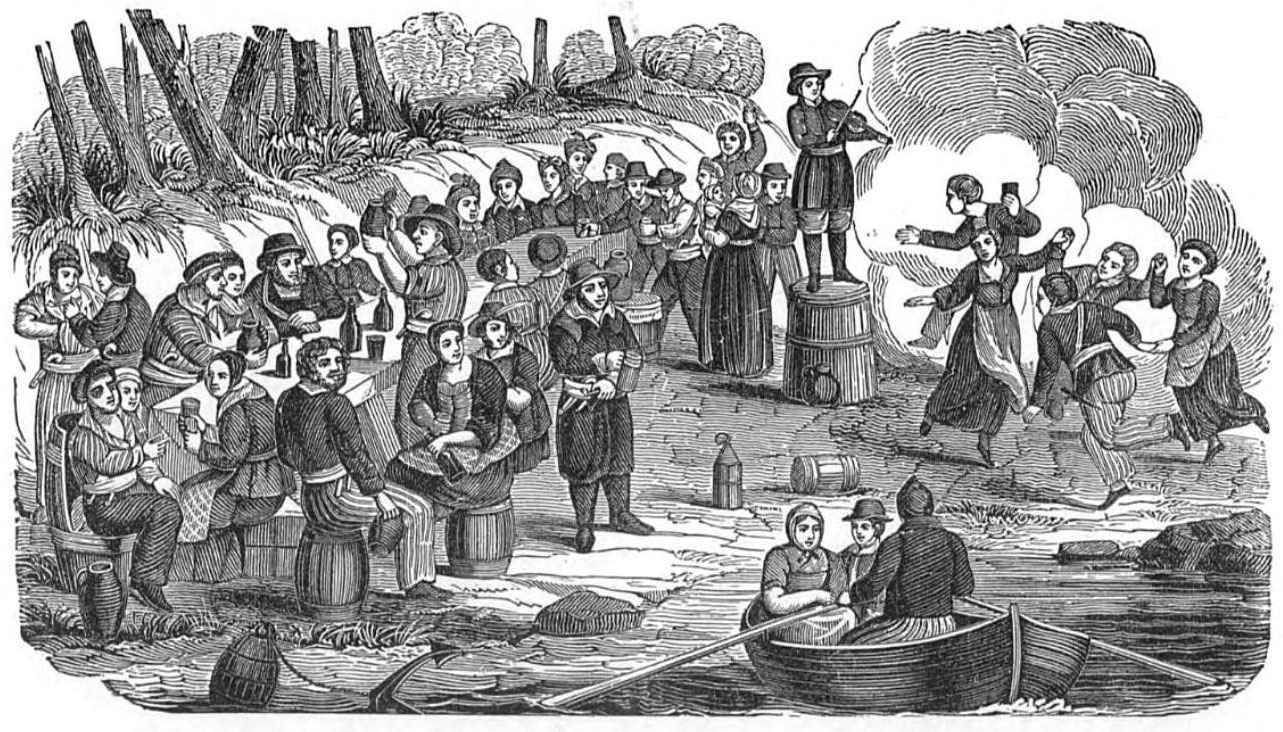
Feketeszakáll és Vane legénysége Karolina partjainál mulatozik (illusztráció Charles Elles könyvéből, a The Pirates Own Bookból, 1837)

Ahogy a környező kolóniákban híre ment Teach és Vane tivornyájának, Pennsylvania kormányzója két szlúpot indított útnak, hogy fogja el a kalózokat. A küldetés nem sikerült, de Virginia kormányzóját, Alexander Spotswoodot is nyugtalanította, hogy az állítólag visszavonult tengeri haramia és legénysége a közeli Észak-Karolinában telepedett le. Teach néhány embere máris átköltözött Virginia tengeri kikötőibe, arra sarkallva ezzel Spotswoodot, hogy július 10-én proklamációt adjon ki, melyben kötelezte a kalózokat, hogy jelentkezzenek a hatóságoknál, adják le fegyvereiket, és maximum háromfős csoportokban járhatnak. Minthogy egy királyi kolónia élén állt, Spotswood lenézte az észak-karolinai tulajdonosi kolóniát. Nemigen hitte, hogy a karolinaiak kordában tudják tartani a kalózokat, akikről gyanította, hogy visszatérnek korábbi életvitelükhöz, amivel, ha elfogy a pénzük, nagyban veszélyeztetnék Virginia kereskedelmét.
Spotswood tudomására jutott, hogy az Anna királynő bosszúja korábbi kormányosa, William Howard a környéken tartózkodik, és úgy gondolván, hogy ő talán tud valamit Teach jelenlegi céljairól, letartóztatta két rabszolgájával együtt. Spotswoodnak nem állt jogában kihallgatnia a kalózokat, így Howard ügyvédje, John Holloway feljelentette a HMS Lyme kapitányát, Brandet, ahová Howardot bebörtönözték. A korábbi kalóz nevében 500 fontos kártérítést is követelt a jogtalan letartóztatásért.

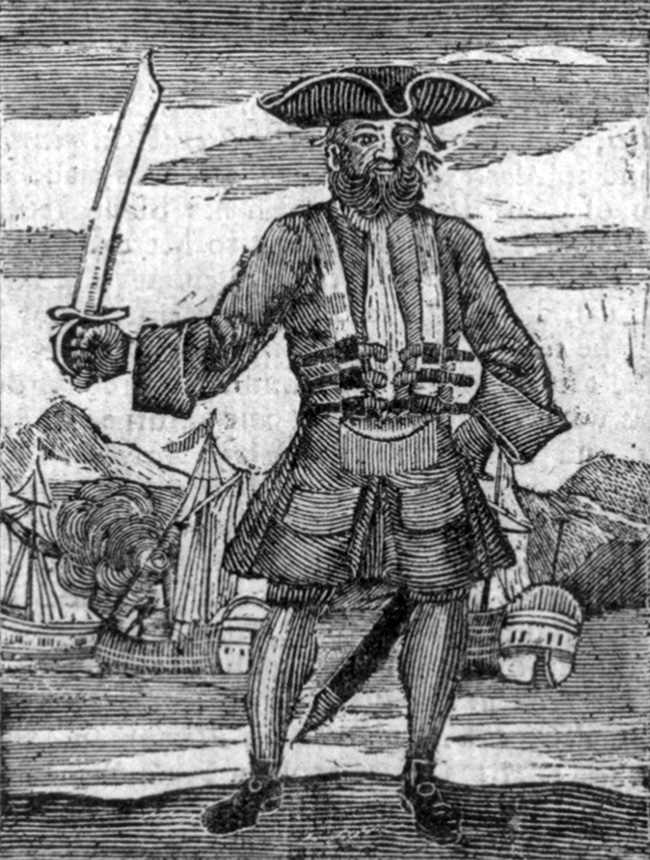
Feketeszakáll, a kalóz – Johnson 1725-ben megjelent könyvének illusztrációja

Spotswood tanácsa azt állította, hogy Teach jelenléte krízishelyzetet okozott, és III. Vilmos rendelete alapján a kormányzónak joga van bíróság nélkül kihallgatnia Howardot. A vádak rengeteg kalózkodással kapcsolatos tettre utaltak, amiket a vádlott a kegyelem kiadása után követhetett el, mint például „egy szlúp, mely a spanyol király tulajdona” elfoglalása, de figyelmen kívül hagyták azt a tényt, hogy mindez Spotswood hatáskörén kívül történt, és a kérdéses hajó akkor már törvényes tulajdon volt. Egy másik vádpont két támadást említett, melyek egyike egy Charleston-öbölnél elfoglalt rabszolgákat szállító hajót részletezett. Ez a pont azt is feltételezte, hogy Howard egyik rabszolgája erről a vitorlásról származott. A volt kormányost tárgyalásra küldték az Altengernagy Bíróságához kalózkodás vádjával, de Brand és társa, Gordon kapitány (a HMS Pearl-ről) megtagadta a részvételt Holloway jelenléte miatt. A mérges Holloway-nak így nem volt más választása, mint lemondani, és John Clayton, Virginia legfőbb ügyésze vette át helyét. Spotswood szerint ő „becsületesebb ember” volt, mint Holloway. Howardot bűnösnek találták, és akasztófa általi halálra ítélték. A kalóz életét végül egy Londonból érkező utasítás mentette meg, amelyben arra szólították fel Spotswoodot, hogy bocsásson meg minden olyan kalózkodással kapcsolatos tettet, amit 1718. július 23. előtt követtek el.
Ezalatt Spotswood értékes információkat tudott meg Teach szándékairól, és azt tervezte, hogy erőit Észak-Karolinába küldi, elfogni a kalózt. Maga mellé állított két embert, akik előszeretettel hozták volna rossz hírbe Észak-Karolina kormányzóját, Edward Moseley-t és Maurice Moore ezredest. Spotswood még a kereskedelemügyi minisztériumnak is írt, felhívva a Korona figyelmét a lehetséges pénzügyi előnyökre, amelyekkel Teach elfogása járna. Az akciót is saját maga pénzelte, feltehetően abban reménykedve, hogy Teach mesés kincseket halmozott fel. Gordon kapitány (a HMS Pearl-ről) és Brand kapitány (a HMS Lyme-ról) azt a parancsot kapták, hogy induljanak Bath-ba a szárazföldön. A HMS Pearl főhadnagya, Robert Maynard irányítása alá két felfegyverzett szlúp került, az ő feladata a város tenger felőli megközelítése volt. Ám még ez sem volt elég, Virginia jutalmat ígért annak, aki segít Teach kézre kerítésében.
Maynard a két szlúp irányítását november 17-én vette át, és 57 embert is kapott – 33-at a Pearlről és 24-et a Lyme-ról. A Pearl emberei a nagyobb szlúpot kapták Maynarddal együtt, és elnevezték hajójukat Jane-nek, míg a többiek a kisebb Ranger fedélzetére kerültek, amit Maynard egyik tisztje, egy bizonyos Mister Hyde irányított. A két felfegyverzett hajó polgári legénységének néhány tagja szintén a küldetéssel tartott. Végül november 17-én elindultak a virginiai Kecoughtanból a James-folyó mentén. A két szlúp lassan haladt, időt adva ezzel Brandnek és embereinek, hogy elérjék Bath-t. Brand hat nappal később indult el Észak-Karolinából, és november 23-án megérkezett Bath három mérföldes körzetébe. Erőit ekkor már néhány észak-karolinaival támogatta meg, köztük Moore ezredessel és Jeremiah Vail kapitánnyal, akik feladata az volt, hogy elfojtsák az idegen katonák láttán ébredő bármilyen helyi ellenállást. Moore bement a városba megtudni, hogy Teach ott van-e, majd visszaüzent, hogy bár jelenleg a kalóz nem tartózkodik a városban, de „bármelyik percben” megérkezhet. Brand ekkor felkereste Eden kormányzót otthonában, és tudatta vele szándékát. A következő nap Brand a Pamlico-folyó mentén két kenut küldött fel az Ocracoke-öbölbe, hogy kiderítse, látható-e már Teach. A csónakok két nappal később értek vissza, és beszámoltak a történtekről.

#### Az utolsó ütközet
Maynard november 21-én este megtalálta a kalózokat, akik az Ocracoke-sziget belső oldalán horgonyoztak. Az útközben megállított hajóktól megtudta a pontos helyzetüket, de mivel nem ismerte a helyi csatornákat és zátonyokat, úgy határozott, hogy reggelig vár a támadással. Az öbölbe érkező forgalmat blokkolta – megelőzve ezzel, hogy jelenlétét megtudják – és mindkét szlúpon figyelőállást alakított ki, hogy Teach ne tudjon észrevétlenül a tengerre menekülni. A sziget másik végében Teach vendégei szórakoztatásával volt elfoglalva, és nem állított megfigyelő állást. Mivel Israel Hands és a legénység körülbelül 24 tagja a szárazföldön volt Bath-ban, a kalózok jóval kevesebben voltak a hajón. Johnson szerint „nem voltak többen huszonötnél”, és Teach „az elhaladó hajóknak azt mondta, hogy a fedélzeten negyvenen vannak”. Brand később az admiralitásnak azt írta a kalózok létszámáról, hogy „tizenhárom fehér és hat néger”.
Hajnalban, egy mélységmérést végző csónak mögött Maynard két szlúpja beúszott a csatornába. A kis csónakot hamar észrevették az Adventure fedélzetéről, és azonnal tüzet nyitottak, amint a vízi jármű lőtávolságon belül ért. Amíg a kis hajó visszavonult a Jane-hez, Teach elvágta a horgonyköteleket. Legénysége felvonta a vitorlákat, és az Adventure fordulni kezdett, hogy jobb oldali ágyúit Maynard lassan közeledő szlúpjai felé irányíthassa. Hyde a Rangert a Jane bal oldalához manőverezte, és a két hajó kibontotta a Union Jacket. Az Adventure ekkor az Ocracoke-sziget felé fordult, egy keskeny szoros felé. Nem tudni, hogy ezek után pontosan mi történt. Johnson szerint fegyveres tűzharc következett, ami után az Adventure zátonyra futott egy homokdűnén, míg Maynard horgonyt vetett, hogy megkönnyítse hajóját az akadályokon való áthaladás előtt. Egy másik változat szerint a Jane és a Ranger is megfeneklett, bár Maynard ezt nem említi feljegyzéseiben.

Az azonban bizonyos, hogy az Adventure a két hajó felé fordította ágyúit és tüzelt. A sortűz pusztítása pillanatok alatt végigsöpört ellenségén, Maynard erőinek harmadát elveszítette. A Jane fedélzetén körülbelül húszan haltak meg vagy sebesültek meg súlyosan, a Ranger kilenc embert veszített. Hyde meghalt, második és harmadik tisztje pedig vagy komoly sérüléseket szerzett, vagy ők is halottak voltak. A szlúpja annyira megsérült, hogy a támadásban nem tudott többé részt venni. Itt a korabeli források ismét zavarosak, de a Jane-ről érkező fegyvertűz megrongálhatta az Adventure orrvitorláját, aminek következtében a szlúp irányíthatatlanná vált és egy homokdűnére futott. Teach megsemmisítő támadása miatt a Ranger és talán a Jane is megfeneklett, a csata így egy versennyé válhatott, hogy ki tudja hamarabb kiszabadítani hajóját.
A főhadnagy a fedélzet alatt tartotta sok emberét, és előre figyelmeztette őket a közelharcra. Teach nézte, ahogy a két hajó közötti távolság csökken, és megparancsolta legénységének, hogy készüljenek fel. A vitorlások összeértek, ahogy az Adventure megcsáklyázta ellenségét és gránátokat dobott fedélzetére. A gránátok kanóccal meggyújtott, lőporral és puskagolyóval töltött palackok voltak, amik áttörték a szlúp fedélzetét. Ahogy a por elült, Teach megörülve Maynard látszólag üres hajójának, engedélyezte embereinek az átszállást, akik tűz alá vették a hajótatban menedéket kereső főhadnagyot és maroknyi emberét.

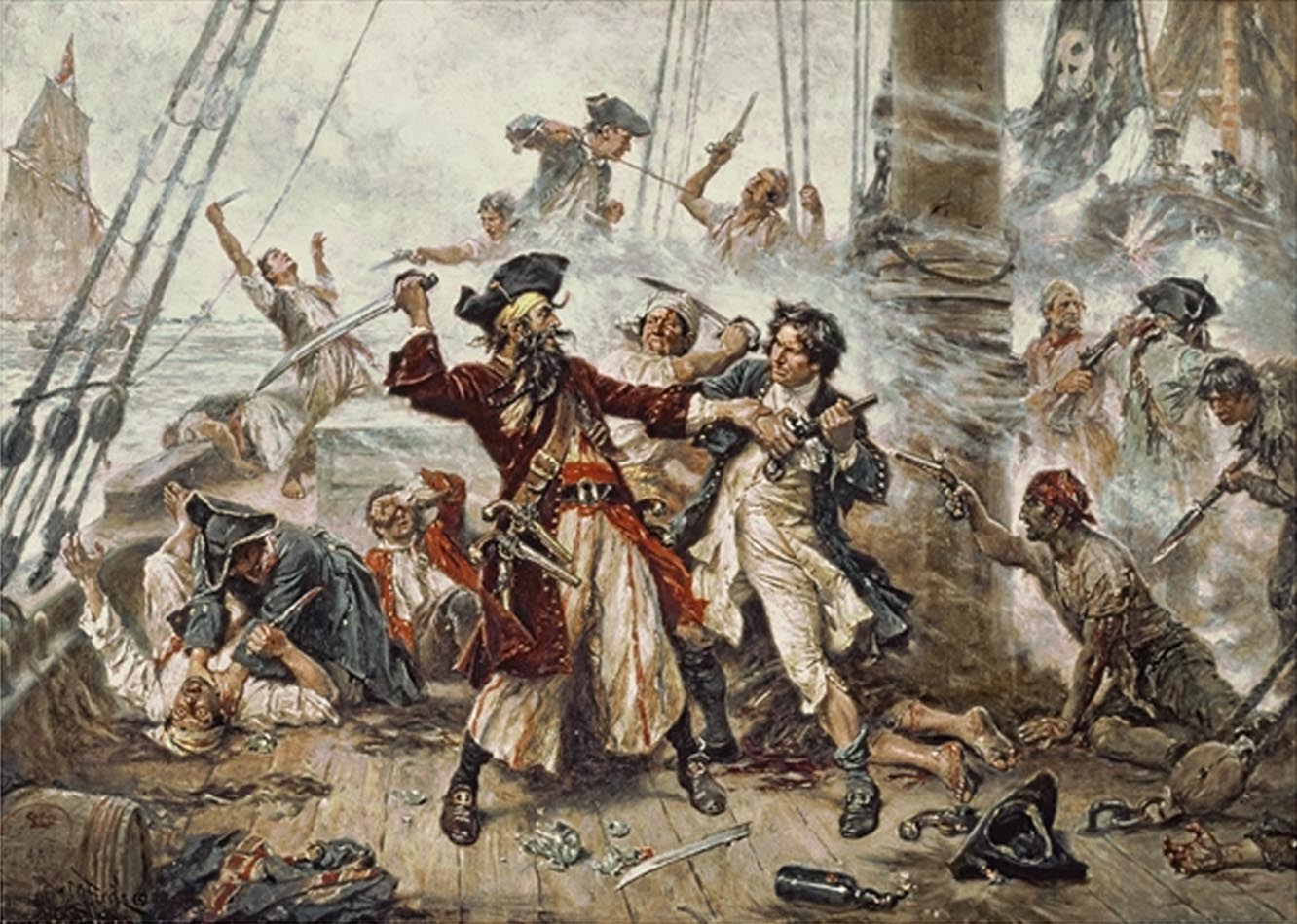
Capture of the Pirate, Blackbeard, 1718 – Jean Leon Gerome Ferris festménye 1920-ból

Maynard maradék emberei üvöltések és fegyverropogás közepette feltörtek a raktérből. A terv, hogy meglepetésszerűen megtámadják a kalózokat, bevált, Teachet és legénységét megdöbbentette a hirtelen jött roham. Feketeszakáll maga köré gyűjtötte embereit, és a két csoport a vér áztatta fedélzeten folytatta a kegyetlen összecsapást. A két kapitány egymás felé lőtt kovás puskájukkal, majd eldobták azokat. Teach kivonta tengerészkardját, és sikerült vele eltörnie Maynardét. A gyakorlottabb és számbeli fölénnyel rendelkező angolok a hajó orrába szorították a kalózokat, így a Jane legénysége bekeríthette az addigra teljesen elszigetelten harcoló Maynardot és Teachet. Ahogy Maynard visszahúzódott, hogy még egyszer lőhessen, Teach előrenyomult, hogy megtámadja. Ekkor a kalózvezér nyakát a főhadnagy egyik embere keresztülhasította. Már a vágás is súlyos sérülést okozott, ám ekkor még több virginiai rontott rá, és végül megölték. Az életben maradt kalózok gyorsan megadták magukat. Azokat, akik az Adventure-on maradtak, a Ranger emberei kapták el, köztük azt is, aki épp ekkor akarta meggyújtani a puskaporos raktárat, és felrobbantani a hajót. Különféle feljegyzések maradtak a csata halálos áldozatainak számát illetően. Maynard nyolc virginiairól és tizenkét kalózról számolt be, Brand pedig tíz kalózról és tizenegy virginiairól. Spotswood állítása szerint a kalózok közül tízen, a király emberei közül pedig szintén tízen vesztették életüket.
Maynard később megvizsgálta Teach testét, és azt találta, hogy a kalózvezért legalább ötször lőtték meg, és körülbelül húsz vágás is volt rajta. Teach testét az öbölbe dobták, fejét pedig Maynard szlúpjának orrárbócára tűzték, hogy megkaphassák megöléséért a jutalmat.

### Halála után

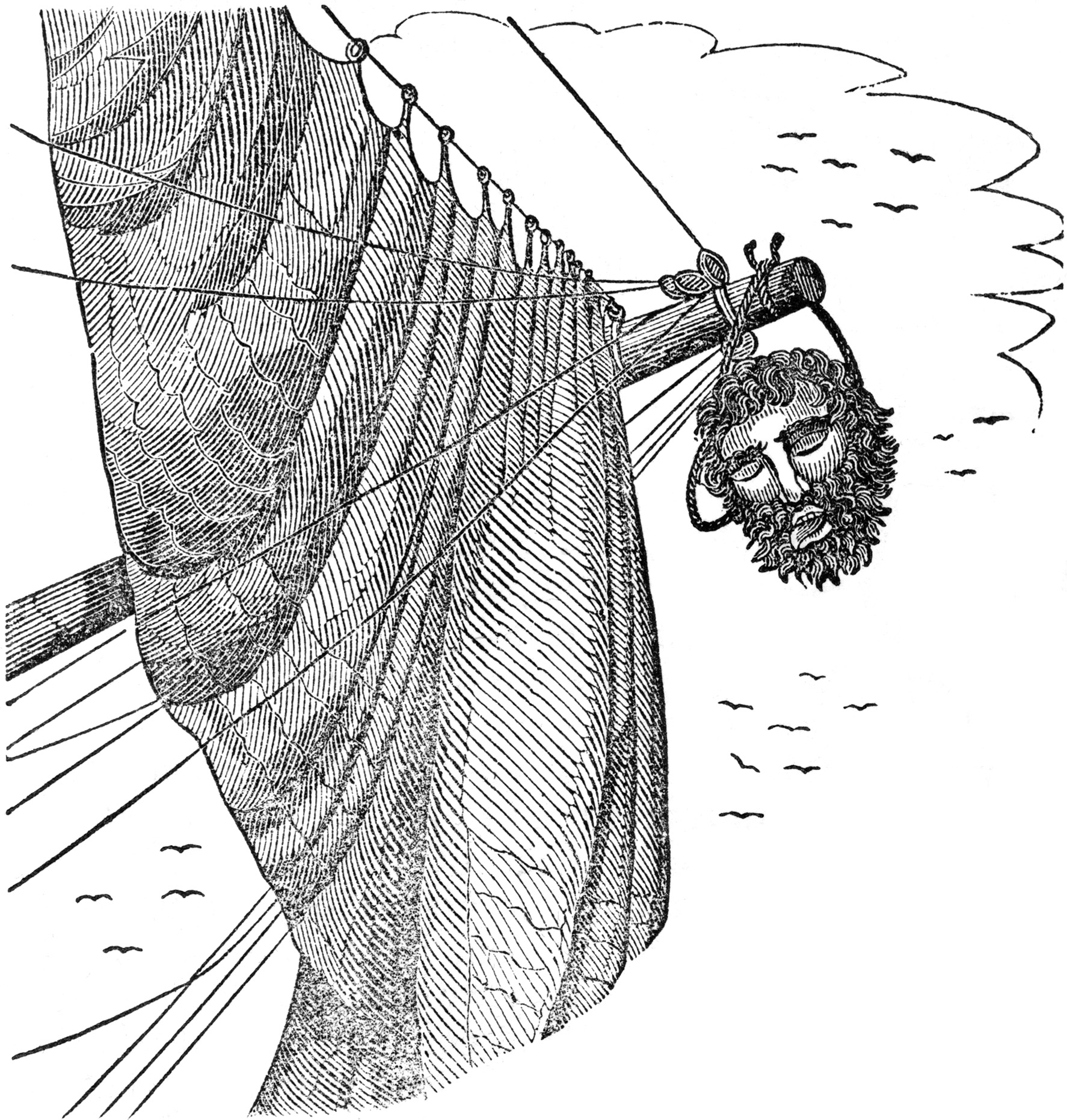
Edward Teach feje Maynard hajójának orrárbócára akasztva. Az illusztráció Charles Elles könyvét, a The Pirates Own Bookot (1837) díszítette.

Maynard az összecsapást követően még több napig az öbölben maradt, megjavították hajójukat és eltemették a holtakat. Teach zsákmányát – cukor, kakaóbab, indigó és gyapot – megtalálták „a kalózok szlúpjaiban és a parton egy sátorban, ahol a szlúpok feküdtek”. Az árut 2238 fontért elárverezték azzal a cukorral és gyapottal együtt, amit Tobias Knight csűrjében találtak meg. Spotswood kormányzó ennek egy részét arra használta fel, hogy küldetését anyagilag fedezze. A Teach elfogásáért járó jutalom 400 font körül volt, de a díjat a HMS Pearl és HMS Lyme legénysége között szétosztották. Mivel Brand kapitány és emberei nem vettek részt az életre-halálra szóló csatában, Maynard ezt rendkívül igazságtalannak érezte. Amikor azonban kiderült, hogy ő és legénysége körülbelül 90 fontot elvett Teach zsákmányából, a főhadnagy még azt a támogatást is elveszítette, amit egyébként kapott volna. A csapatoknak négy évet kellett várniuk, hogy megkapják a pénzjutalmat, és Maynard bátorsága ellenére sem kapott kitüntetést, neve ismeretlenségbe merült.
Teach megmaradt embereit és korábbi kapcsolatait Brand megtalálta Bathban, majd a virginiai Williamsburgba vitte őket, ahol kalózkodás vádjával börtönbe vetették őket. Sokuk fekete volt, ami arra sarkallta Spotswoodot, hogy kikérje tanácsa véleményét, hogy mit lehet tenni „ezen négerek körülményeivel, hogy a kalózokra vonatkozó kihallgatás alól megmeneküljenek”. A kérést végül elutasították, és őket is, társaikhoz hasonlóan, haditengerészeti törvényszék előtt hallgatták ki 1719. március 12-én Williamsburg parlamentjében. A tárgyalásról semmilyen dokumentum nem maradt fenn, de a 16 vádlottból 14-et bűnösnek találtak. Az ártatlannak ítéltek közül az egyik bizonyította, hogy szükségből harcolt, mivel egy előző este tartott ivászat vendégeként érkezett Teach hajójára, nem pedig kalózként. A másik, Israel Hands, nem volt jelen a csata során. Azt állította, hogy korábban egy mulatozás során Teach térden lőtte, ráadásul még mindig királyi kegyelem védte. A többi kalózt felakasztották, holttestüket pedig vasketrecekben kiállították a williamsburgi Capitol Landing Road mentén – kis idővel ezután kapta az út a Gallows Road (Bitófa út) nevet.
Eden kormányzó minden bizonnyal rendkívül zavarban volt Spotswood észak-karolinai támadása okán, míg Spotswood tagadta, hogy részesült volna a zsákmányból. Megvédve cselekedetét, úgy írt Lord Carteretnek, Karolina tartomány egyik részvényesének, hogy a megszerzett birtok értékesítéséből fog talán egy kis hasznot szerezni, és emlékeztette az earlt, hány virginiai vesztette életét, hogy megmentsék érdekeltségét. Azzal érvelt az invázió titokban tartása mellett, hogy Eden „semmivel nem tudott volna hozzájárulni a terv sikeréhez”, és azt állította, hogy a királytól jött a felhatalmazás, hogy elkapja a kalózt. Edent erősen kritizálták Teachcsel való együttműködéséért, és azzal vádolták, hogy bűntársak voltak. Eden támadásával Spotswood saját küldetésének törvényességét szerette volna alátámasztani. Lee író arra a következtetésre jutott, hogy Spotswood talán úgy gondolta, hogy a cél szentesíti az eszközt, azonban legálisan nem volt felhatalmazva arra, hogy berontson Észak-Karolinába, elfogja a kalózokat, megkaparintsa, majd elárverezze értékeiket. Eden nyilvánvalóan hasonló véleményen volt. Mivel Spotswood Tobias Knightot is azzal vádolta, hogy Teach támogatója volt, 1719. április 4-én behozatta vallomást tenni. Israel Hands még hetekkel korábban azt állította, hogy Knight az Adventure fedélzetén tartózkodott 1718 augusztusában, nem sokkal azután, hogy Teach jutalomként Észak-Karolinába hozott egy francia szlúpot. Négy kalóz is tanúsította, hogy Teach társaságában meglátogatták Knightot otthonában, és a kapitányuk ajándékokat vitt neki, ráadásul halálakor egy levelet találtak Teach-nél, melyet Tobias Knight írt neki. Ez mind meggyőzően hangzott, de Knight értett ahhoz, hogyan védje meg magát. Rendkívül rossz egészségügyi állapota ellenére megkérdőjelezte Spotswood tanúinak megbízhatóságát. Azzal érvelt, hogy Israel Hands kényszer alatt vallott, valamint az Észak-Karolinában érvényben lévő törvények szerint a másik tanú, egy afrikai, nem tanúskodhat. A cukor legálisan volt a házában, és Teach csak üzleti ügyekkel kapcsolatban kereste fel. A bíróság minden vádpont alól felmentette Knightot, aki még abban az évben meghalt.
Eden kormányzót bosszantotta, hogy Knight megvádolása egy olyan tárgyalás során történt, amiben ő maga nem játszott szerepet. Az áru, amit Brand lefoglalt, hivatalosan észak-karolinai tulajdon volt, és így Eden szemében Brand nem volt más, mint egyszerű tolvaj. A két állam között egészen Eden 1722. március 17-én bekövetkező haláláig tartott a viszály. Végrendeletében Spotswood egyik ellenfelét, John Holloway-t jelölte meg haszonélvezőnek. Még ebben az évben Spotswoodot, aki éveken át harcolt a Polgárok Gyűlésében és a Tanácsban ülő ellenségeivel, Robert Walpole kérésére Hugh Drysdale-re váltották.

## Feketeszakáll alakja a modern kultúrában

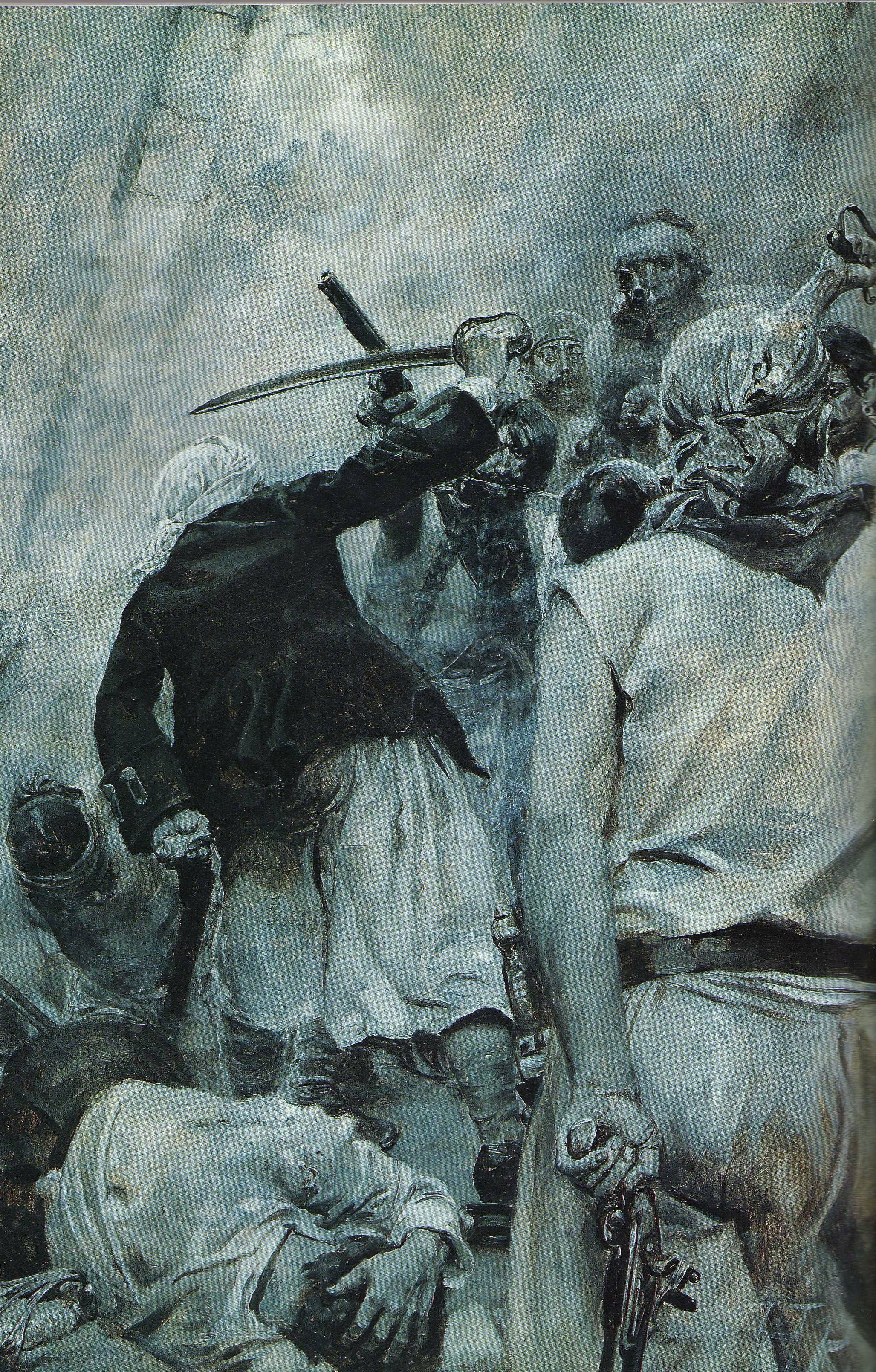
The Combatants Cut and Slashed with Savage Fury: Feketeszakáll és emberei egy vad csatában. Az illusztráció először Howard Pyle 1894-es Jack Ballister's Fortunes című munkájában jelent meg.

A kalózok hivatalos megítélése néha teljesen különbözött a korabeli írók véleményétől, akik gyakran a tenger hitvány gazembereiként emlegették őket. A privateerekre, akik kalózkodásra adták fejüket, általában tartalékos haditengerészeti erőként tekintett az angol kormány, és néha élénken támogatták tevékenységüket; 1581-ben Francis Drake-et I. Erzsébet lovaggá ütötte, miután világ körüli útjáról visszatért Angliába, körülbelül 1 500 000 font értékű zsákmánnyal. Gyakran adtak ki királyi kegyelmeket, általában akkor, ha Anglia háború szélén állt. A köznép is gyakran kedvezően ítélte meg a kalózokat, néhányan pártfogóiknak tekintették őket. Peter Leeson közgazdász úgy véli, hogy ellentétben a mai, romantikussá formált nézettel, a kalózok inkább agyafúrt üzletemberek voltak, nem pedig gyilkos kényurak. Miután Woodes Rogers 1718-ban partra szállt New Providence-ben és véget vetett az ott virágzó kalózköztársaságnak, a „mesterség” a Karib-térségben végső hanyatlásnak indult. A lopott holmik felvásárlóihoz való könnyű hozzáférés megszűnésével a kalózok életmódja a létfenntartásig süllyedt, és az egy évszázadon át tartó tengeri hadviselés a britek, a franciák és a spanyolok között – ami alatt a tengerészek könnyen munkát találtak – fölénybe juttatták a kereskedő-flottákat védő Brit Birodalom erős hadihajóit a magányos privateerekkel szemben. A rabszolga-kereskedelem népszerűvé válása segített véget vetni a Karib-térség határterület mivoltának, és ilyen körülmények között a kalózkodás soha többé nem tudott úgy felvirágozni, mint korábban.
Az úgynevezett kalózkodás aranykora végével Teach és tettei számos könyvet, filmet, sőt, még vidámparki látványosságot is ihletett. A legtöbb róla ismert információ megtalálható Charles Johnson A legnevezetesebb kalózok rablásainak és gyilkosságainak históriája (eredeti cím: A General Historie of the Robberies and Murders of the Most Notorious Pyrates) című munkájában, amely 1724-ben jelent meg Britanniában. A kor kalózainak szakértője, Johnson jellemzései olyan alakokról, mint Anne Bonny és Mary Read, kötelezővé tették könyvét a téma iránt érdeklődők számára. Az olvasókat lenyűgözték történetei, és gyorsan megjelent egy második kiadás is, bár Angus Konstam író gyanítja, hogy a Feketeszakállról szóló bejegyzés „kissé ki lett színezve, hogy a történet szenzációsabb legyen”. A művet ennek ellenére általában megbízható forrásnak tekintik. A „Johnson” feltételezhetően egy álnév lehetett. Mivel az író állításait személyes és hivatalos tudósítások is megerősítik, Lee úgy gondolja, hogy bárki is volt, hozzáférése volt a hatósági iratokhoz. Konstam ennél tovább ment, azt gondolva, hogy Johnson lehetett az angol drámaíró, Charles Johnson, a brit kiadó, Charles Rivington, vagy Daniel Defoe álneve is. 1951-es munkájában, a The Great Days of Piracy-ben George Woodbury író is azt állította, hogy a Johnson „minden bizonnyal álnév”, azzal folytatva, hogy „az ember önkéntelenül is gyanítja, hogy ő maga is egy kalóz volt”.

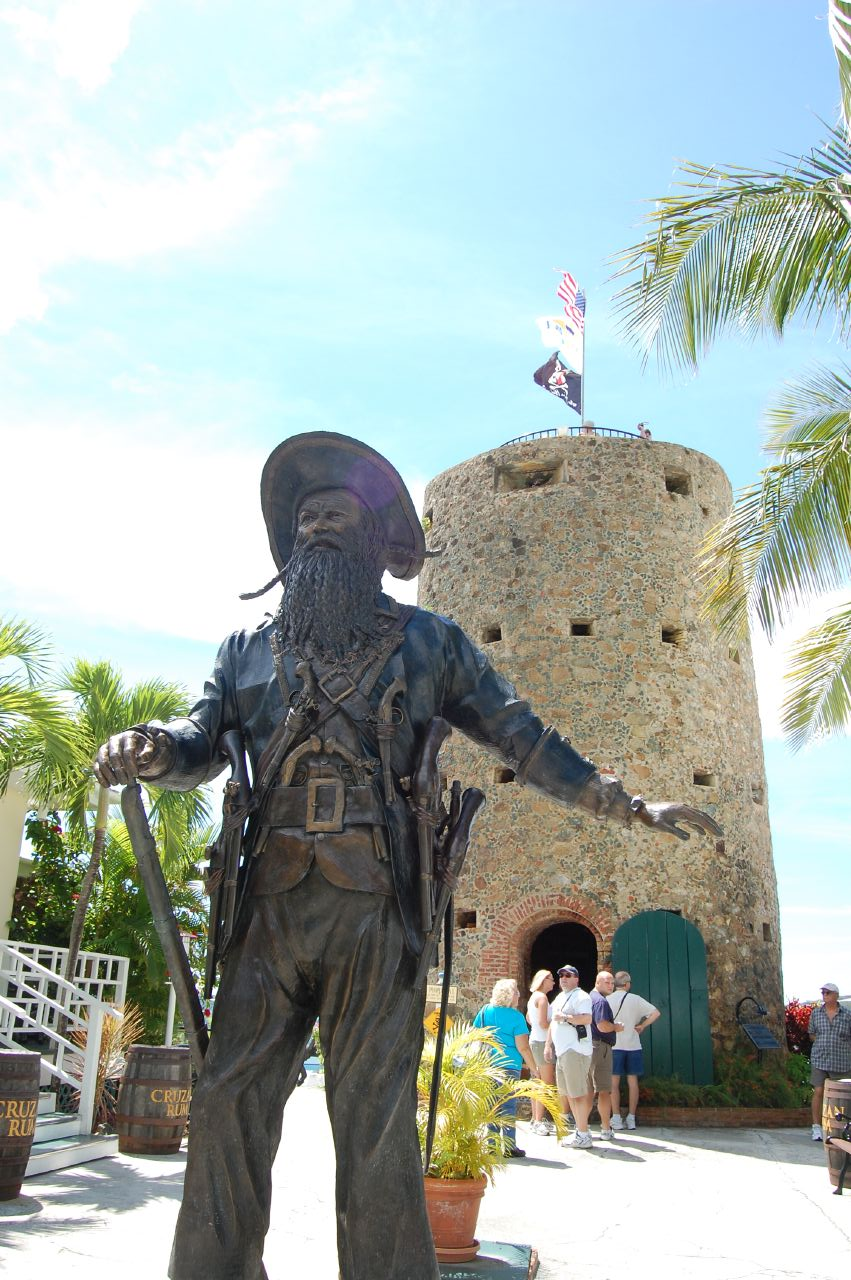
Feketeszakáll szobra Charlotte Amalie-ben, a róla elnevezett vár előtt

A róla fennmaradt legendák ellenére nem Teach volt a legsikeresebb kalóz. Henry Every gazdag emberként vonult vissza, a Bartholomew Roberts által elrabolt javakat pedig a Teach által szerzett zsákmány ötszörösének becsülik. A kincsvadászok régóta próbálnak híres arany- és ezüstkészleteinek nyomára bukkanni, de semmit nem találtak az Egyesült Államok azon partvidékén, amelyhez a hírhedt kalóznak valaha is köze volt. Néhány legenda szerint a kalózok gyakran megöltek egy foglyot az elásott kincs helyszínén, és Teach személyéhez is kötnek ilyen történeteket. Az azonban, hogy semmit nem találtak, nem egyedülálló eset. Az elásott kalózkincseket gyakran tekintik amolyan modern legendának, amire eddig nem sikerült bizonyítékot találni. A fellelhető források nem utalnak arra, hogy az értékek föld alá rejtése mindennapi szokás lett volna, kivéve az írók képzeletében született beszámolók esetében, mint amilyen például A kincses sziget is. Az ilyen felhalmozott titkos készletek egy gazdag tulajdonost tételeznek fel, ám az ő feltételezett létezésük ellentmond a kalózhajókon szokásos rangsorfelépítésen, ahol a legénység legtöbbször szavazati joggal rendelkezett. Az egyetlen kalóz, aki bizonyítottan elásta kincseit, William Kidd volt. Teach zsákmányából csupán annyit találtak meg, amit az elsüllyedt zászlóshajója roncsaiban találtak. Az említett vitorlást 1996-ban fedezték fel, és 15 évnyi kutatómunka után, 2011-ben erősítették meg hivatalosan, hogy valóban az Anna királynő bosszúja maradványairól van szó. 2007-ig több mint 15 000 tárgyat hoztak felszínre és konzerváltak, melyek közül néhány az Észak-Karolinában található Tengerészeti Múzeumban látható.
Számos babona létezik Teach szelleméről. A tengeren felvillanó megmagyarázhatatlan fényjelenségeket gyakran illetik a „Teach fénye” névvel, és néhány beszámoló szerint a hírhedt kalózvezér most a túlvilágot járva a fejét keresi, attól félve, hogy anélkül a barátai és az ördög nem fogja felismerni őt. Egy észak-karolinai mese szerint Teach koponyáját egy ezüstkupa talpazatának használták, egy helyi bíró azt állította, hogy egy éjszaka az 1930-as években ivott belőle Ocracoke szigetén. A legenda szerint Teach levágott fejét a virginiai Norfolk bejáratánál figyelmeztetésként karóra tűzték. A koponyát a „Brethren of the Coast” (kalózok laza szövetsége) néhány tagja mentette meg, és egy helyi kovács ezüstkupát készített belőle, a szegélyére a „Halál Spotswoode-ra” szavakat véste.

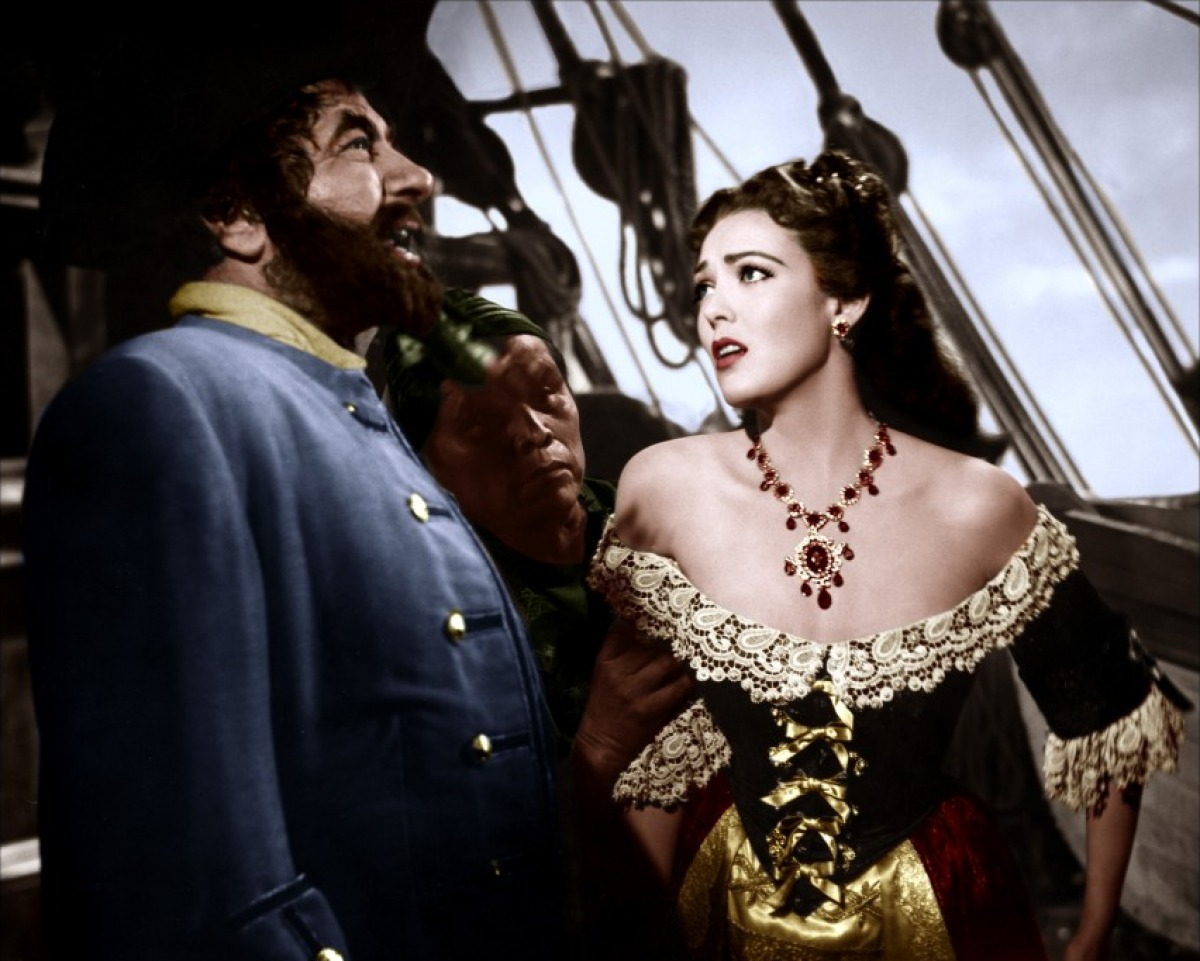
Robert Newton és Linda Darnell az 1952-ben készült Blackbeard, the Pirate című filmben

Feketeszakáll számos helyi látványosságnak adta nevét, mint például a Charlestonban található Blackbeard’s Cove nevű vidámparknak is. Alakját gyakran szerepeltetik az irodalomban. Ő a központi szereplője Matilda Douglas 1835-ben írt Blackbeard: A page from the colonial history of Philadelphia című munkájának. Gregory Keyes The Age of Unreason című könyvében egy kolónia kormányzójaként jelenik meg, és Tim Powers 1987-es Ismeretlen vizeken című novellájában szintén kulcsfigura. Több film is feldolgozta életét, ilyen a Blackbeard, the Pirate (1952, Teach szerepében Robert Newton), a Feketeszakáll szelleme (1968, Teach szerepében Peter Ustinov) és a Blackbeard: Terror at Sea (2006, Teach szerepében James Purefoy). 2006-ban a Hallmark Channel készített minisorozatot Feketeszakáll és a Karib-tenger kalózai címmel (Teach szerepében Angus Macfadyen). Párhuzam állítható Johnson Feketeszakállja és A Karib-tenger kalózai filmsorozat Jack Sparrow kapitánya között. A sorozat 2011-ben készült negyedik részében (amelyet Tim Powers 1987-es novellája ihletett) maga Feketeszakáll is megjelenik, megformálója Ian McShane.
Feketeszakállnak hívják a One Piece mangasorozat egyik szereplőjét is, valamint a Le Vieux Nick et Barbe-noire francia-belga képregényét is. Alakja kalóztémájú videojátékokban is szerepel, mint például a 2004-es Sid Meier's Pirates!-ben, vagy az Assassin’s Creed IV: Black Flag-ben.

## Fordítás
Ez a szócikk részben vagy egészben  a   Blackbeard című angol Wikipédia-szócikk ezen változatának fordításán alapul.  Az eredeti cikk szerkesztőit annak laptörténete sorolja fel. Ez a jelzés csupán a megfogalmazás eredetét és a szerzői jogokat jelzi, nem szolgál a cikkben szereplő információk forrásmegjelöléseként.

### Internet
- Az Anna királynő bosszúja felfedezése (angolul)
- A BBC videója Feketeszakáll zászlóshajójának felfedezéséről (angolul)
- Képek az Anna királynő bosszúján talált tárgyakról (angolul)
- A National Geographic cikke Feketeszakállról (angolul)
- Összefoglaló Feketeszakállról a Pirates Family MC honlapján (magyarul)